# Gustavo Cortez
Gustavo Orlando Cortez Quiñónez (Quinindé, 11 ottobre 1997) è un calciatore ecuadoriano, difensore dell'Independiente del Valle.

## Carriera
Cresciuto nel settore giovanile dell'Universidad Católica, ha esordito in prima squadra il 13 settembre 2015 disputando l'incontro di Primera Categoría Serie A perso 0-4 contro l'El Nacional.

## Statistiche

### Presenze e reti nei club
Statistiche aggiornate all'8 ottobre 2021.
| Stagione        | Squadra              | Campionato      | Campionato | Campionato | Coppe nazionali | Coppe nazionali | Coppe nazionali | Coppe continentali | Coppe continentali | Coppe continentali | Altre coppe | Altre coppe | Altre coppe | Totale | Totale |
| Stagione        | Squadra              | Comp            | Pres       | Reti       | Comp            | Pres            | Reti            | Comp               | Pres               | Reti               | Comp        | Pres        | Reti        | Pres   | Reti   |
| --------------- | -------------------- | --------------- | ---------- | ---------- | --------------- | --------------- | --------------- | ------------------ | ------------------ | ------------------ | ----------- | ----------- | ----------- | ------ | ------ |
| 2015            | Universidad Católica | A               | 9          | 0          |                 | -               | -               |                    | -                  | -                  |             | -           | -           | 9      | 0      |
| 2016            | Universidad Católica | A               | 5          | 0          |                 | -               | -               |                    | -                  | -                  |             | -           | -           | 5      | 0      |
| 2017            | Universidad Católica | A               | 31         | 0          |                 | -               | -               | CS                 | 2                  | 0                  |             | -           | -           | 33     | 0      |
| 2018            | Universidad Católica | A               | 37         | 0          |                 | -               | -               |                    | -                  | -                  |             | -           | -           | 37     | 0      |
| 2019            | Universidad Católica | A               | 29         | 0          |                 | -               | -               | CS                 | 6                  | 1                  |             | -           | -           | 35     | 1      |
| 2020            | Universidad Católica | A               | 24         | 0          |                 | -               | -               | CS                 | 2                  | 0                  |             | -           | -           | 26     | 0      |
| 2021            | Universidad Católica | A               | 19         | 0          |                 | -               | -               | CL                 | 3                  | 0                  |             | -           | -           | 22     | 0      |
| Totale carriera | Totale carriera      | Totale carriera | 154        | 0          |                 | -               | -               |                    | 13                 | 1                  |             | -           | -           | 167    | 1      |

## Palmarès

### Competizioni nazionali
- Supercoppa ecuadoriana: 1

Independiente del Valle: 2023

### Competizioni internazionali
- Recopa Sudamericana: 1

Independiente del Valle: 2023